# 동학중학교
동학중학교(東鶴中學校)는 대한민국 경기도 화성시 반월동에 있는 공립 중학교이다.

## 학교 연혁
- 2001년 6월 7일 : 보통교실 30실, 특별교실 9실, 관리실 4실 착공
- 2002년 1월 5일 : 동학중학교 설립인가(5학급)
- 2002년 3월 1일 : 초대 김청극 교장 취임
- 2002년 3월 4일 : 제1회 신입생 입학식(3학급 105명)
- 2003년 9월 17일 : 동학 서랑(학교도서관) 개관
- 2021년 3월 1일 : 제7대 박선녀 교장 취임
- 2024년 1월 5일 : 제22회 졸업장 수여식(7학급 199명)
- 2024년 3월 4일 : 2024학년도 신입생 입학(223명)

## 참고 자료
- 동학중학교 - 한국교육학술정보원 학교알리미